# Park Tae-sang
Park Tae-sang (koreanisch 박태상; * 20. Juni 1979) ist ein südkoreanischer Badmintonspieler.
Park spielte Badminton bei Olympia 2004 im Männereinzel und schlug Abhinn Shyam Gupta aus Indien und Bao Chunlai aus China in den ersten beiden Runden. Im Viertelfinale unterlag Park Sony Dwi Kuncoro aus Indonesien mit 15:13, 15:4.

## Sportliche Erfolge
| Saison | Veranstaltung      | Disziplin    | Platz | Name          |
| ------ | ------------------ | ------------ | ----- | ------------- |
| 1999   | Weltmeisterschaft  | Herreneinzel | 33    | Park Tae Sang |
| 2000   | Indonesia Open     | Herreneinzel | 5     | Park Tae-sang |
| 2003   | Weltmeisterschaft  | Herreneinzel | 17    | Park Tae Sang |
| 2004   | Asienmeisterschaft | Herreneinzel | 3     | Park Tae-sang |
| 2004   | Olympia            | Herreneinzel | 5     | Park Tae-sang |
| 2007   | Sudirman Cup       |              | 3     | Südkorea      |